# Julio De Dios
Julio De Dios Moreno (Jabalquinto, 26 februari 1987) is een Spaans voetballer. Hij speelt als defensieve middenvelder bij CD San Roque.
De Dios kwam al op jonge leeftijd naar de cantera (jeugdopleiding) van FC Barcelona. In de Juvenil A, het hoogste jeugdelftal, won hij in het seizoen 2004/2005 het kampioenschap van de División de Honor, de Copa de Campeones (toernooi tussen de winnaars van de zes regionale groepen van de División Honor) en de Copa del Rey Juvenil. Van 2005 tot 2007 speelde De Dios in Barça B, het tweede elftal van de club. In juli 2007 vertrok hij naar Terrassa FC. In 2009 sloot hij zich aan bij het B-elftal van CD Tenerife. Een jaar later vertrok hij naar CD San Roque. 